# Língua kusunda
Kusunda é uma língua isolada que é hoje falada fluentemente somente por uma pessoa, Gyani Maiya Sen, residente no Nepal ocidental. Essa língua foi descrita em detalhes somente recentemente.
Durante muitas décadas, a língua Kusunda foi considerada como diante de iminente extinção, havendo pouca esperança de que se viesse a conhecê-la bem. O pouquíssimo material que se conseguiu a partir das memórias de seus antigos falantes levou à conclusão de que se tratava de uma língua isolada, mas a falta de evidências definitivas fez com que fosse provisoriamente classificada como uma das línguas tibeto-birmanesas.
Porém, em 2004, pessoas do povo Kusunda, Gyani Maya Sen, Prem Bahadur Shahi e Singh, foram chamados a Kathmandu para ajudar na análise de documentos de seus conterrâneos. Aí, membros da Universidade Tribhuvan perceberam que havia dentre eles falantes fluentes do Kusunda, bem como outros parentes também o eram. Eram então 7 ou 8 falantes fluentes, sendo que o mais jovem estava com idade na faixa dos 30 anos. Agora, a língua está moribunda, não há crianças que a aprendam e todos falantes de Kusunda casaram fora de sua comunidade.
David E. Watters (2005) publicou uma gramática de tamanho mediano com uma descrição da língua e do seu vocabulário, mostrando que o Kusunda é realmente uma língua isolada, não só por fatores genealógicos, mas também por seu léxico, sua gramática e sua fonologia, todas bem distintas daquelas das línguas próximas na região. Parece que Kusunda seria uma língua remanescente de línguas faladas no norte da Índia antes do influxo de povos falantes de idiomas Tibeto-Birmaneses e Indo-Iranianos.

## Fonologia

### Vogais
Kusunda apresenta seis sons vocálicos em dois grupos de harmonia vocálica; uma palavra normalmente terá vogais do tipo “superior” (cor rosa) ou “inferior” (cor verde), mas não ambas simultaneamente. Há muito poucas palavra que apresetam ambos tipos de vogais; a maioria das palavras pode ser pronunciada de uma forma ou da outra, embora aquelas com consoante uvular exijam o tipo “inferior” (como ocorre em outras línguas). Há poucas palavras com consoante não uvular que também permitem essa pronúncia dual, embora essas geralmente apresentem tal distinção em enunciados mais cuidadosos.
| Vogais      | Frontal | Central | Posterior |
| ----------- | ------- | ------- | --------- |
| Fechada     | i       |         | u         |
| Semifechada | e       | ə       | o         |
| Aberta      |         | a       |           |

### Consoantes
As consoantes do Kusunda parecem contrastar apenas com o articulador ativo, não onde o articulador faz contato na boca. Por exemplo, consoantes apicais podem ser dentais, alveolares, retroflexa ou palatal: /t/ é [t̪] antes de /i/, [t] antes de /e, ə, u/, [ʈ] antes de /o, a/, e [c] quando segue uma uvular, como em [coq] ~ [tok] ('nós').
Além disso, muitas consoantes variam entre oclusiva e fricativa; Exemplos: /p/ parece ser superficial a [b] entre vogais, enquanto /b/ o faz com [β] numa mesma condição. Aspiração se percebe mais recentemente na língua. Kusunda também não apresenta fonemas retroflexos comuns nessa área geográfica e é a única aí a apresentar consoante uvular.
|                | Labial          | Coronal         | Palatal | Velar             | Uvular   | Glotal |
| -------------- | --------------- | --------------- | ------- | ----------------- | -------- | ------ |
| Nasal Oclusiva | m               | n               |         | ŋ                 | ɴʕ       |        |
| Plosiva        | p~b b~β (pʰ bʱ) | t~d d (tʰ dʱ)   |         | k~ɡ ɡ~ɣ (kʰ~x ɡʱ) | q~ɢ (qʰ) | ʔ      |
| Africada       |                 | ts dz (tsʰ dzʱ) |         |                   |          |        |
| Fricativa      |                 | s               |         |                   | ʁ~ʕ      | h      |
| Aproximante    | w               | l               | j       |                   | ʁ~ʕ      | h      |
| Flap           |                 | ɾ               |         |                   |          |        |

[ʕ] nunca ocorre no início de sílaba, nem [ŋ]ocorre no final, de forma diversas das línguas da região,. [ɴʕ] somente ocorre entre vogais e pode ser como |ŋ+ʕ|.

## Pronomes
Kusunda apresenta diversos casos gramaticais. Aqui se apresentam três: nominativo (Kusunda, de forma diversa das linhas vizinhas, não é língua ergativa-absolutiva), genitivo, and acusativo.
| Nominativo | Singular | Plural |
| ---------- | -------- | ------ |
| 1ª pessoa  | tsi      | tok    |
| 2ª pessoa  | nu       | nok    |
| 3ª pessoa  | gina     | gina   |

| Genitivo  | Singular    | Plural    |
| --------- | ----------- | --------- |
| 1ª pessoa | tsi, tsi-yi | tig-i     |
| 2ª pessoa | nu, ni-yi   | ? nig-i   |
| 3ª pessoa | (gina-yi)   | (gina-yi) |

| Acusativo | Singular | Plural   |
| --------- | -------- | -------- |
| 1ª pessoa | tən-da   | (toʔ-da) |
| 2ª pessoa | nən-da   | (noʔ-da) |
| 3ª pessoa | gin-da   | gin-da   |

Outros sufixos de caso são -ma "junto de / com", -lage "para", -əna "(vindo) de", -ga, -gə "em".
Há também os pronomes demonstrativos na and ta., embora seja difícil se perceber a diferença entre eles, a qual parece se relacionar a animacidade.
Sujeitos podem ser marcado no verbo, mas quando o são, podem ser tanto como sufixos ou prefixos. Aqui um exemplo com o verbo  am ("comer"), um verbo muito regular, no presente (-ən):,
| am "comer" | Singular | Plural    |
| ---------- | -------- | --------- |
| 1ª pessoa  | t-əm-ən  | t-əm-da-n |
| 2ª pessoa  | n-əm-ən  | n-əm-da-n |
| 3ª pessoa  | g-əm-ən  | g-əm-da-n |

Outros verbos podem ter o prefixo ts- na 1ª pessoa ou não ter na 3ª.

## Amostra de texto
Escrita Nepalesa
टिक सवट्टै नु प्रतिष्ठा कफेरा अधिकार ककेजे जिबेजी अगन्जी । गिना ग्याओ चिय कफेरा मागभया नाङ्टे अङी
Transliteração
ṭik sawaṭṭe nu pratiṣṭhā kapherā adhikār kakeje jibejī aganjī. ginā gyāo ciy kapherā māgbhayā nāṅ’ṭe aṅī.
Português
Todos os seres humanos nascem livres e iguais em dignidade e direitos. Eles são dotados de razão e consciência e devem agir em relação uns aos outros com espírito de fraternidade. (Artigo 1 da Declaração Universal dos Direitos Humanos)